# SafetySuit

SafetySuit es una banda de pop / rock de Tulsa, Oklahoma en la actualidad con sede en Nashville, Tennessee Se caracterizan por sus canciones "Someone Like You" y "Stay" del 2008 de su álbum debut Life Left to Go. "Anywhere But Here" del mismo álbum se lució en el programa de televisión de ABC Family Kyle XY "Something I Said" and "What If" Se presentaron también en la televisión de MTV "The Hills". 
"Someone Like You" alcanzó el puesto # 15 en la tabla de rock alternativo y cruzaron al Top 40 y ACHot. Su sencillo "Stay" se posicionó en el puesto # 17 en Hot AC chart y #1 en el Top de VH1 20 Countdown. La canción tiene logrado un gran éxito, y el video es un éxito de ventas en iTunes. Han viajado con 3 Doors Down, Seether, Hoobastank, Secondhand Serenade, Parachute y muchos otros. Su calendario de la gira más reciente se lleva a cabo con The Script, Collective Soul, and Ryan Star. Su segundo álbum These Times fue lanzado físicamente el 10 de enero de 2012 y exclusivamente en iTunes 3 de enero de 2012.

## Miembros de la banda (en la actualidad)
Douglas "Doug" Brown – vocalista, guitarra rítmica (2002 - actualidad)

Dave Garofolo – guitarra (2004 - actualidad)

Jeremy Henshaw – bajo (2002 - actualidad)

Tate Cunningham – batería (2002 - actualidad)

## Historia

### Orígenes,Day After YesterdayyCrew EP(2004-2006)
Safetysuit se originó como una banda llamada la tripulación, con sede en Tulsa, Oklahoma, y estuvo compuesta inicialmente por el cantante Doug Brown, el baterista Tate Cunningham, el bajista Jeremey Henshaw, y guitarristas Jesse Curtis Lloyd y Carey, que conocieron en la Universidad Oral Roberts. Después de ganar una batalla de bandas locales, Crew comenzó a aumentar su popularidad en su ciudad natal de Tulsa,  por lo que la banda grabó y coprodujo “Day After Yesterday” con productores locales David John. Curtis y Jesse dejaron la banda poco después, y el guitarrista Dave Garofalo se unió a la banda unos meses después. En 2004 la banda decidió mudarse a Nashville, Tennessee y para retitular “Day After Yesterday”  para la creación de The “Crew EP”.En el verano de 2005, los miembros de Crew fueron introducidos con el productor Greg Archilla y grabó un EP llamado Stay .La banda continuó creciendo en popularidad a nivel local hasta que se jugó en un escaparate en “12th & Porter” en el que fueron firmados por Universal. Después de firmar su contrato discográfico, la banda cambió su nombre por el de Safetysuit para evitar problemas legales en el futuro.

### Life Left to Go(2007-2009)
Safetysuit grabó su primer Álbum debut “Life Left to go” en el 2007, nuevamente con el productor Greg Archilla. En febrero de 2008, la banda lanzó su primer sencillo "Someone Like You", antes de lanzar “Life Left to go” el 13 de mayo de 2008. El álbum fue recibido con una fuerte recepción entre los críticos, y el álbum alcanzó el número cinco en la tabla de Billboard Top Heatseekers.
El álbum lanzó dos sencillos más, en el que destaca "Stay", que experimentó el éxito en varias listas de Billboard en el 2009, incluyendo el Hot AC, Top 40, y el Pop 100, y en el Top 20 Countdown de VH1, alcanzando el número uno. La canción "Annie" también fue lanzado como sencillo, "Anywhere But Here" fue presentado en un episodio de la serie de televisión Kyle XY, y "Something I Said" and "What If" también fueron presentados en el programa de MTV "The Hills ".

### These Times(2010-presente)
[Editar] Estos Tiempos (2010-presente)
En 2010, la banda volvió al estudio para comenzar a trabajar en su segundo álbum con los productores de Howard Benson, Ryan Tedder, y Espionage. Su primer intento de grabar nuevo material fue eliminado a finales de 2010, ya que la banda no sentía las canciones a la altura de sus estándares y comenzó de nuevo. El 21 de marzo de 2011 la banda anunció en Facebook que el primer sencillo del nuevo disco se titula " Get Around This", producido por Espionage, y estaría disponible para su descarga el 19 de abril de 2011. El 6 de julio de 2011, el video de " Get Around This" se estrenó en www.noisecreep.com. Un segundo sencillo "Let Go" debutó el 2 de septiembre a través de una aplicación de Facebook en la página de la banda y, fue lanzado oficialmente el 20 de septiembre. El video de "Let Go" terminó el 2011 alcanzando el número ocho en el Top 20 Countdown de VH1. El 19 de julio de 2011 fue anunciado a través de un vídeo de Twitter por Brown Doug que el segundo álbum que Safetysuit sería lanzado el 18 de octubre. Sin embargo, el 3 de septiembre, la banda anunció a través de su oficial de Twitter  que la fecha de lanzamiento de estos tiempos se cambió al 1 de noviembre de 2011. El 18 de octubre, el Safetysuit anunció que su marca había cambiado la fecha de publicación del disco de nuevo, esta vez para enero de 2012. Al mismo tiempo, se estrenó una corriente de línea de la apertura de álbum "Believe". La fecha de lanzamiento para estos tiempos fue poco después de fijada para 10 de enero de 2012 y fue lanzado exclusivamente a través de iTunes el 3 de enero.
Tras su liberación, “These Times”  debutó en el número 1 en the iTunes Top Albums chart iTunes [7]..

## Discografía

### Álbumes
- Life Left to Go, 2008 (Universal Records)

01. Someone Like You

02. Apology

03. Find a Way

04. Stay

05. Something I Said

06. Anywhere but Here

07. Down

08. The Moment

09. Annie

10. What If

11. Gone Away

12. Life Left to Go
- " These Times", 2012

01.Believe

02.Get Around This

03.Let Go

04.Staring At It

05. These Times

06. Never Stop

07. One Time

08. Crash

09.Stranger

10.Things to Say

11. Life In The Pain

12.You Don't See Me [Bonus Track]
- "SafetySuit 2016"
01. Prelude 113

02. You

03. This City

04. Better

05. Looking Up

06. Pause

07. Numbers or Faith

08. Beat of Your Heart

09. Wherever You Go

10. Confused

11. Ordinary Girl

12. Holding On

13. On Your Side

14. F4B

### Sencillos
| 2008 | "Someone Like You" | 97 | 27 | 15 | —  | —  | Life Left to Go |  |  |
| 2009 | "Stay"             | 92 | 17 | —  | 44 | 36 | Life Left to Go |  |  |
| 2009 | "Annie"            | —  | —  | —  | —  | —  | Life Left to Go |  |  |
| 2011 | "Get Around This"  | —  | 41 | —  | —  | —  | These Times     |  |  |
| 2011 | "Let Go"           | —  | 37 | —  | —  | 39 | These Times     |  |  |
| 2012 | "These Times"      | —  | —  | —  | —  | —  | These Times     |  |  |
|      |                    |    |    |    |    |    |                 |  |  |

## Enlaces

### Oficial
- Official website
- Safetysuit en Myspace
- Official Safetysuit Street Team

- Datos: Q2876667